# Rahden (Adelsgeschlecht)

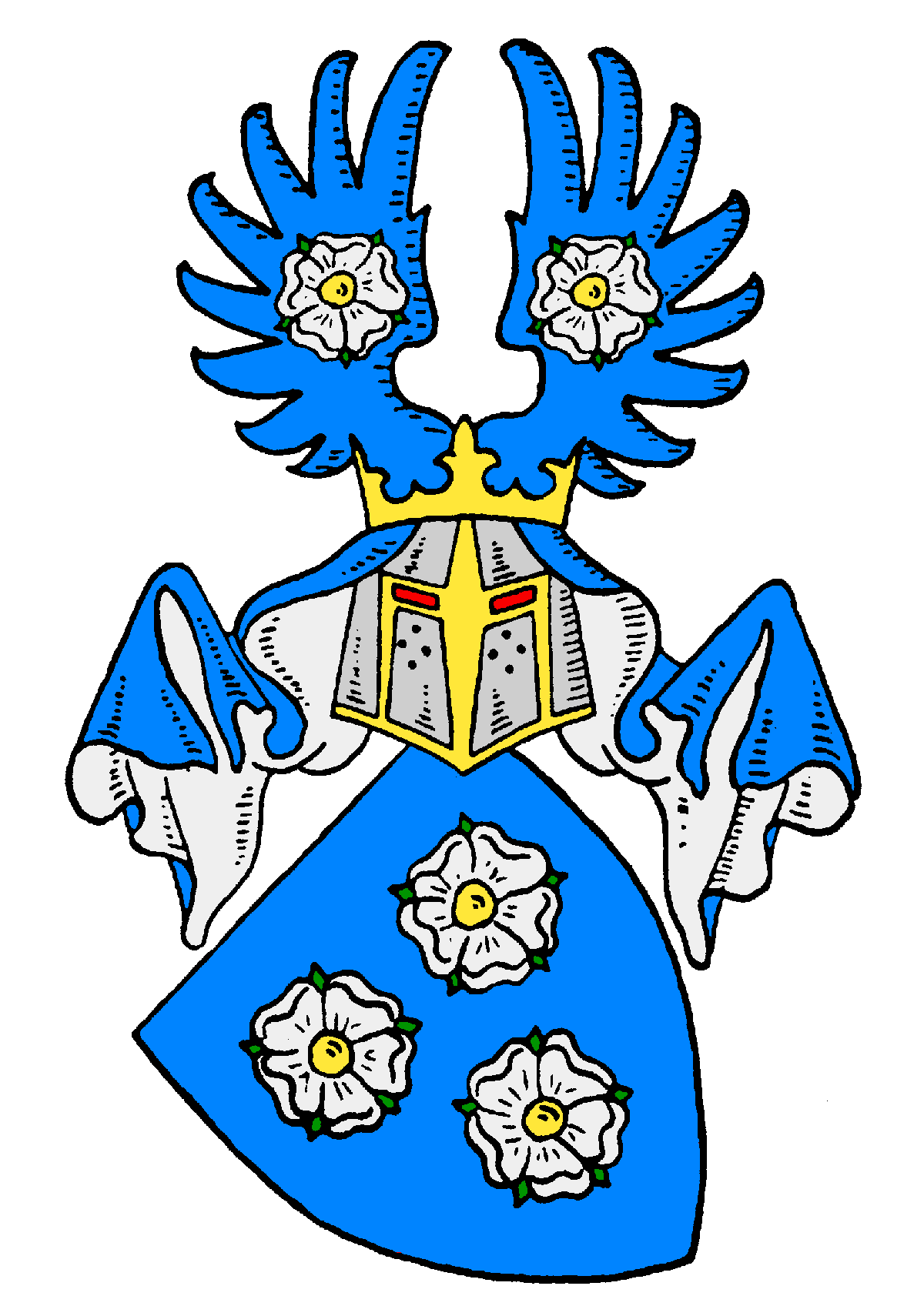
Wappen derer von Rahden

Rahden ist der Name eines ursprünglich edelfreien Adelsgeschlechts aus dem Erzstift Bremen, das sich im 15. Jahrhundert nach Kurland ausbreitete und gegenwärtig im Freiherrnstand fortbesteht.
Die Familie ist mit der rügischen Familie Rhaden nicht stammverwandt, sondern von dieser zu unterscheiden.

## Geschichte
Das Geschlecht nannte sich nach seinem Stammsitz Burg Rhade bei Zeven, wo es mit Thetmarus nobilis dictus de Rothe, mit dem auch die Stammreihe beginnt, zwischen 1219 und 1227 erstmals urkundlich in Erscheinung trat. Nach 1227 trug die Familie ihre Güter den Grafen von Oldenburg auf und ging in deren Dienstmannschaft bzw. Ministerialität auf. Nach Konflikten mit dem Erzbischof siedelte die Familie 1330 in die Grafschaft Diepholz über, wo sie für die nächsten 150 Jahre ihren Hauptsitz nahm. Nach 1500 kehren die Rahden in den Dienst der Grafen von Oldenburg zurück und saßen bis ins 17. Jahrhundert auf ihrem damaligen Stammgut Höven. Lippold von Rahden († nach 1549) war in dieser Zeit Vertreter der Ritterschaft am gräflichen Hofe, weiterhin Feldoberster und Gesandter, sein Sohn Statius († nach 1585) war Drost zu Apen und gemeinsam mit seinem Dienstherrn, Graf Johann von Oldenburg vielfach in die Streitigkeiten mit Münster verwickelt. Mit Dietrich Conrad Plato von Rahden (* 1670; † 1722) ist der Mannesstamm der  Familie im Reich erloschen.
Mit Roleff von Rahden (* vor 1503; † nach 1541) ist die Familie ins Baltikum übergesiedelt. 1520 wurde er als Kumpan des Komturs zu Goldingen urkundlich genannt, nahm im selben Jahr am Entsatz des Ordens in Preußen teil und geriet vor Bratenstein in polnische Gefangenschaft. 1531 stieg er zu Stellvertreter des Komturs auf und avancierte dann zum Deutschordensvogt zu Rositten.
Nachfahren seiner Brüder immatrikulierten sich mit Gerd von Rahden auf Medsen am 10. Oktober 1620 in der 1. Klasse der kurländischen Ritterschaft. Alle gegenwärtig blühenden Zweige des Geschlechtes gehen auf seinen Sohn Wulfhard von Rahden zurück. Die russische Anerkennung der Berechtigung zur Führung des Baronstitels für das Gesamtgeschlecht erfolgte durch Senatsukas Nr. 2823 am 3. April 1862. Söhne der Familie dienten als Offiziere in der preußischen Armee, der polnischen Kronarmee und der russischen Armee, sieben von ihnen konnten bis in den Generalsrang aufsteigen. Das Majorat Medsen war bis zur Lettischen Landreform Stammgut der Familie. Bis zu dieser Zeit waren ebenfalls Grauduppen, Kimpahlen und Maihof in Familienbesitz.

## Wappen
Blasonierung des Stammwappens: In Blau drei (2:1) silberne Rosen. Auf dem Helm mit blau-silbernen Decken ein offener blauer Flug, je belegt mit einer silbernen Rose.

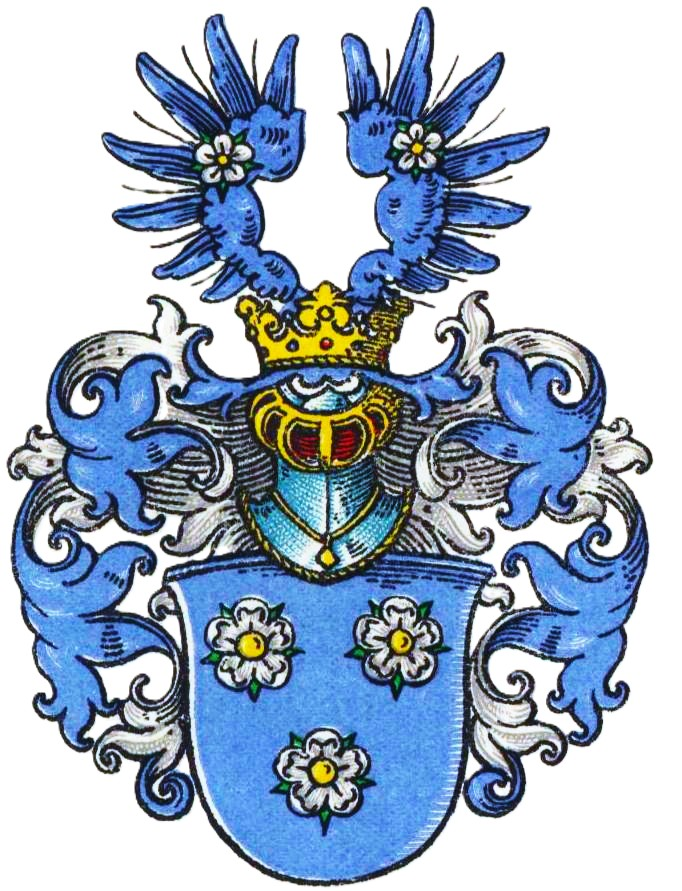
Wappen derer von Rahden im Wappenbuch des Westfälischen Adels
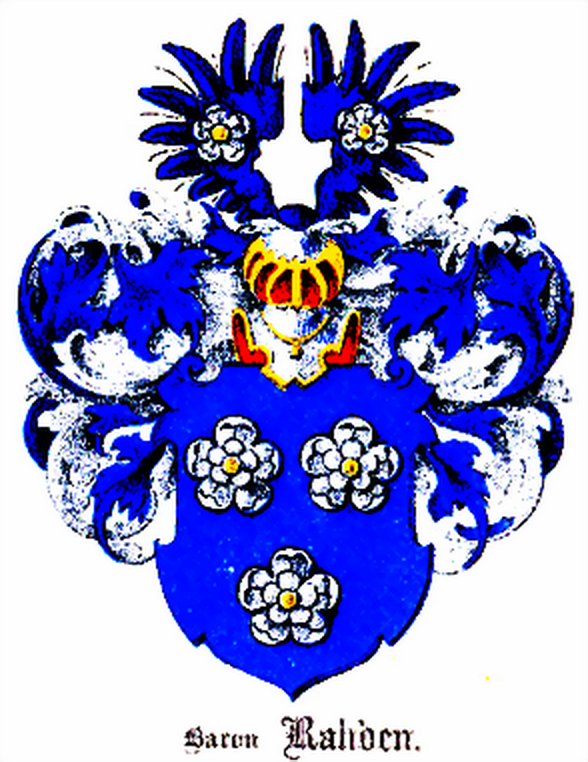
Wappen der Barone von Rahden im Baltischen Wappenbuch

## Angehörige
- Wilhelm von Rahden (1790–1860), Offizier und Schriftsteller
- Alexander von Rahden (1859–1920), kurländischer Landbotenmarschall und Landesbevollmächtigter